# United Forces
United Forces bio je hrvatski časopis za heavy metal i sve srodne podvrste. Bio je najdugovječniji hrvatski časopis tog tipa. Od početka je izlazio kao dvomjesečnik, što se nakon devet godina izlaženja prorijedilo. Objavljeno je ukupno četrdeset brojeva.

## Sadržaj
Prva četiri broja bila su manjeg A5 formata, a od petog broja časopis je redovito izlazio u standarnom A4 formatu. Časopis je imao standardne rubrike: vijesti, najave, intervjue, izvještaje s koncerata, rubriku posvećenu glazbenim instrumentima i opremi, kao i recenzije albuma, knjiga i web-stranica. U svaki broj bila je uvrštena i rubrika "Dinosauri su još živi", posvećena najznačajnijim starijim rock, hard rock i metal sastavima. Također je obrađivao i druge teme bliske heavy metalu. Taj specijalizirani dvomjesečnik promovirao je i sve ekstremne oblike metala. 

## Novinari
Stalni urednici bili su Damir Marijan kao glavni urednik i Ivana Hranjec kao lektorica i urednica. Damir Marijan svirao je u skupini Drinking Skull.
U uređivanju časopisa sudjelovalo je više suradnika i novinara od kojih su neki Igor Horvat, Zlatko Gotovac, Ljudevit Cikač, Ivica Cikač, Ante Babić Mladen Šajina, Branko Nađ, Stjepan Gorički, Davorin Gerovac, Alen Šajina, Goran Pofuk, Sanja Burazin, Milena Palada, Jurica Baljak, Dalibor Mladenović, Damir Orešković, Tomislav Knežić, Ante Veršić, Ana Marušić i drugi. 

## Vanjske poveznice
- Muzika.hr  Arhivirana inačica izvorne stranice od 12. lipnja 2009. (Wayback Machine) Ivica Cikač 9. lipnja 2009.